# Цимлянське водосховище
Цимля́нське водосховище (рос. Цимлянское водохранилище) — штучна водойма, водосховище, утворене греблею Цимлянської ГЕС на річці Дон у межах Ростовської і Волгоградської областей Російської Федерації.

## Історія

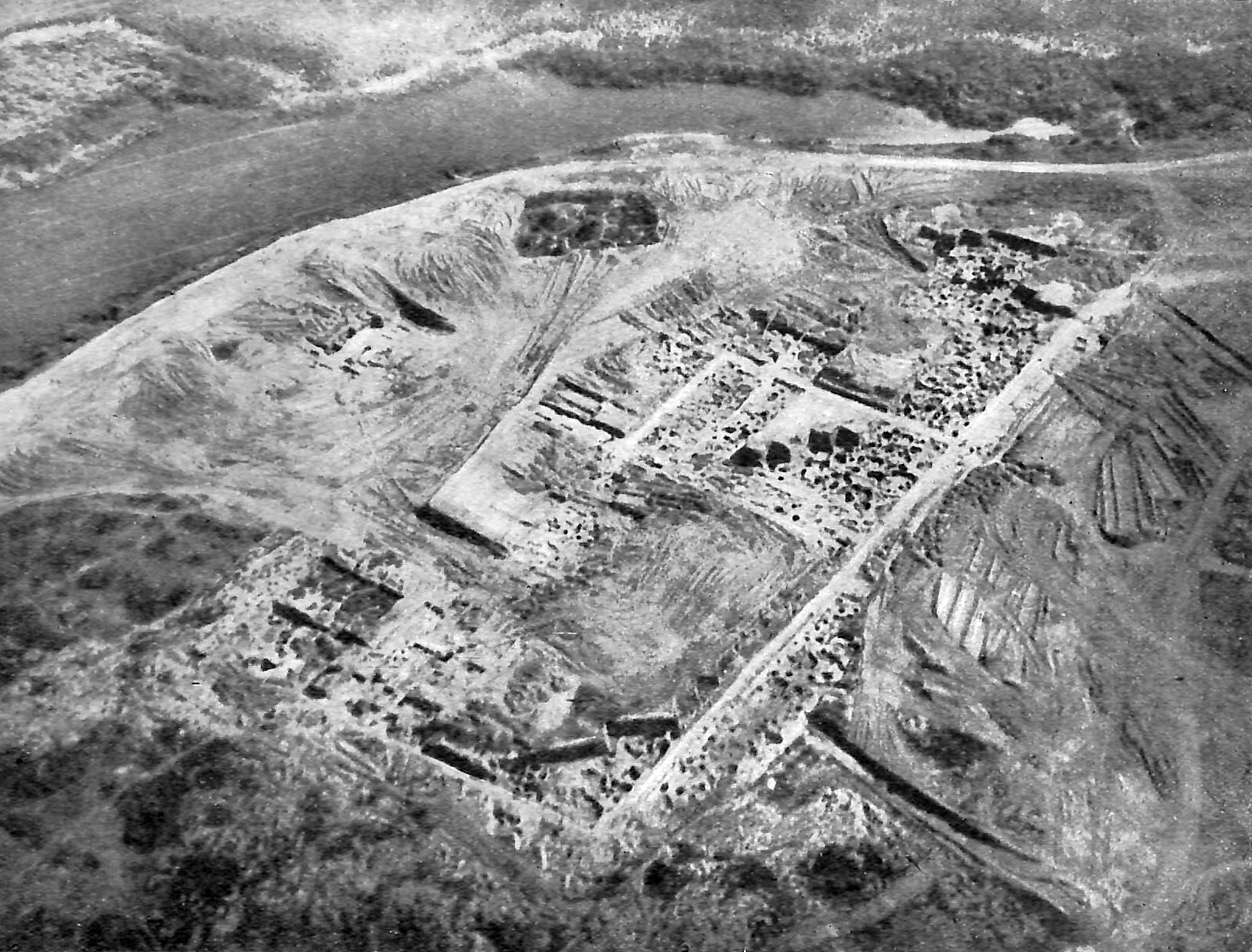
Саркел до затоплення, 1951

Перед початком будівництва гідроелектростанції науковці запропонували 2 майбутніх місця для греблі — біля поселення Богучари та станиці Соленовської. Остаточний варіант побудови — Богучари. Заповнення водойми водами відбувалося у період з 1952 по 1955 роки. Під час заповнення під воду пішла хазарська та древньоруська фортеця Саркел (Біла Вежа), збудована в 9 столітті.

## Морфометрія
Площа водойми становить 2700 км², об'єм — 23,85 км³, з яких корисний об'єм — 11,5 км³. Водосховище має довжину 260 км, найбільшу ширину — 38 км, при цьому середня глибина становить 8,8 м. На місці гирлових ділянок основних приток Дону — річок Цимла, Чира та інших, утворилися затоки завширшки до 5 км і завдовжки 15—30 км.
У межах підпору борти водойми складені головним чином корінними та четвертинним породами, які слабко пропускають воду. Корінні відклади складаються з піщано-глинистих порід, четвертинні представлені піщано-глинистими породами алювіального та озерно-алювіального походження. У корінних породах водоносним шаром є пісок, який знаходиться під водотривкими шарами. У четвертинних відкладах водоносний горизонт піднімається в бік відоділів під певним кутом. Перетворення берегів відбувалось з обох боків, але найбільш інтенсивно цей процес проходив на правобережжі. Багато кілометрів таких берегів було розмито хвилями, руйнація проходить і сьогодні.

## Значення

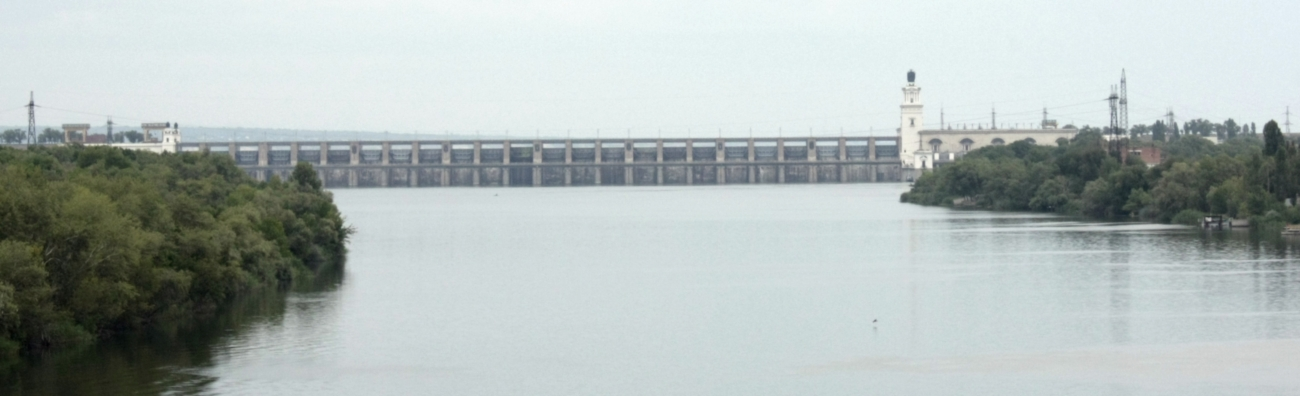
Цимлянська ГЕС

Водосховище створено як складова частина Волго-Донського водного шляху (186 км) та здійснює багаторічне регулювання стоку річки Дон. Його води використовуються для зрошування сусідніх полів степової зони. Набуло розвитку і рибальство, тут водяться такі види риб як лящ, синець, щука тощо. Створення водосховища негативно вплинуло на рибне господарство всього Азовського-Донського району, оскільки скоротились площі та порушився режим затоплення займищ нижче Цимлянської ГЕС. Ці займища є природними нерестовими масивами важливих промислових риб — ляща, судака та сазана. Ці риби використовують Азовське море як кормову базу, а розмножуються у займищах річки Дон. Тому існуюча гребля ГЕС утруднює міграцію риб до місць їх нересту, а також зворотнього проходження молодняку до моря. Для проходження риби на греблі був збудований рибопідйомник, але він не забезпечує у повній мірі свої функції, тому на самому водосховищі створено багато риборозвідницьких підприємств, які займаються штучним відтворенням цінних промислових видів.
На берегах Цимлянського водосховища стоять міста Калач-на-Дону, Цимлянськ та Волгодонськ, а також багато сільських населених пунктів. Оскільки водойма виступає частиною важливого судноплавного шляху, тут збудовано багато пристаней — Волгодонськ, Цимлянськ, Хорошевська, Калінінська, Новоцимлянська, Жуковська у Ростовській області, Нагаєвська, Веселий, Попов, Красноярська, Суворовська, Нижній Чир, Ричкап, Ляпічев, Колпачки, Кумовка, Донський, Калач у Волгоградській області.